# Schloss Plankenwarth
Schloss Plankenwarth är ett slott i Österrike.   Det ligger i distriktet Graz-Umgebung och förbundslandet Steiermark, i den östra delen av landet, 150 km sydväst om huvudstaden Wien. Schloss Plankenwarth ligger 502 meter över havet.
Terrängen runt Schloss Plankenwarth är kuperad åt nordost, men åt sydväst är den platt. Runt Schloss Plankenwarth är det tätbefolkat, med 308 invånare per kvadratkilometer.. Närmaste större samhälle är Graz, 11,5 km öster om Schloss Plankenwarth.
I omgivningarna runt Schloss Plankenwarth växer i huvudsak blandskog.